# پت کورلی
پت کورلی (انگلیسی: Pat Corley؛ ۱ ژوئن ۱۹۳۰ – ۱۱ سپتامبر ۲۰۰۶) یک هنرپیشه اهل ایالات متحده آمریکا بود. وی در سال ۲۰۰۶ و در ۷۶ سالگی، در اثر نارسایی قلبی درگذشت. 

## فیلم‌‌شناسی
- کریستی لاو را خبر کن! (۱۹۷۴، مجموعه تلویزیونی)
- آدری رز (۱۹۷۷)
- بازگشت به وطن (۱۹۷۸)
- مرد عنکبوتی شگفت‌انگیز (۱۹۷۸، مجموعه تلویزیونی)
- رز (۱۹۷۹)
- لو گرانت (۱۹۸۰-۱۹۷۹، مجموعه تلویزیونی)
- زوج‌های عاشق (۱۹۸۰)
- دست (۱۹۸۱)
- اعترافات واقعی (۱۹۸۱)
- شیفت شب (۱۹۸۲)
- نفرین پلنگ صورتی (۱۹۸۳)
- پوکر آلیس (۱۹۸۷)
- مورفی براون (۱۹۹۸-۱۹۸۸، مجموعه تلویزیونی)
- آقای سرنوشت (۱۹۹۰)